# Sabotage (álbum)
Sabotage es el sexto álbum de estudio de la banda de heavy metal Black Sabbath, lanzado al mercado el 28 de julio de 1975 a través de Vertigo Records.
El álbum se grabó en medio de una batalla legal con el antiguo representante de la banda, Patrick Meehan. Esta situación de malestar y pleitos judiciales repercutió en el trabajo de la banda en el estudio e inspiró el título del álbum, el cual fue coproducido por el guitarrista Tony Iommi y Mike Butcher.
En algunas ediciones del álbum en su formato de vinilo y en el CD remasterizado aparece una canción de 23 segundos después de "The Writ", grabada a un volumen muy bajo, llamada "Blow on a jug" y no es una canción en sí, sólo Ozzy y Bill jugando en el estudio.

## Lista de canciones
Todas las canciones escritas y compuestas por Tony Iommi, Ozzy Osbourne, Geezer Butler y Bill Ward.
Lado A
1. "Hole in The Sky" - 4:00
2. "Don't Start (Too Late)" - 0:49
3. "Symptom of the Universe" - 6:27
4. "Megalomania" - 9:38

Lado B
1. "The Thrill of It All" - 5:51
2. "Supertzar" - 3:40
3. "Am I Going Insane (Radio)" - 4:15
4. "The Writ" - 8:08

## Integrantes
- Ozzy Osbourne - Voz
- Tony Iommi - Guitarra
- Geezer Butler - Bajo
- Bill Ward - Batería
- Gerald Woodruffe - Teclados